# Alexandre Vital da Cruz Araújo Tilman
Alexandre Vital da Cruz Araújo Tilman ist ein osttimoresischer Diplomat.

## Werdegang
Ein Studium an der Victoria University (2002–2003) beendete Tilman nicht, absolvierte aber die Lee Kuan Yew School of Public Policy in Singapur (2009–2011).
2015 arbeitete Timan bei der Asia Foundation in Osttimor, bevor er als Beamter ab März 2015 im Büro von Premierministers Rui Maria de Araújo (FRETILIN) tätig war. Mit dem Scheitern von Premierminister Marí Alkatiti im Juni 2018 wechselte Tilman in den Dienst der Parlamentsfraktion der nun oppositionellen FRETILIN als Politik- und Kommunikationsberater bis Mai 2019. Es folgte eine Anstellung bei den Vereinten Nationen in Osttimor von Juni 2019 bis Dezember 2023 als Partnership and Development Finance Officer.
Am 12. Dezember 2023 wurde Tilman von Staatspräsident José Ramos-Horta zum osttimoresischen Botschafter in Singapur vereidigt.